# 陳九官
陳九官（1545年—？），字忠甫，浙江寧波府鄞縣人，軍籍，明朝政治人物。

## 生平
嘉靖四十三年（1564年）甲子科浙江鄉試第二十八名，萬曆五年（1577年）丁丑科會試第一百九十五名，登三甲第二百一十七名進士。歷歙縣知縣。

## 家族
曾祖陳益；祖父陳達；父陳武。母林氏。严侍下。